# 비둘기 사진술

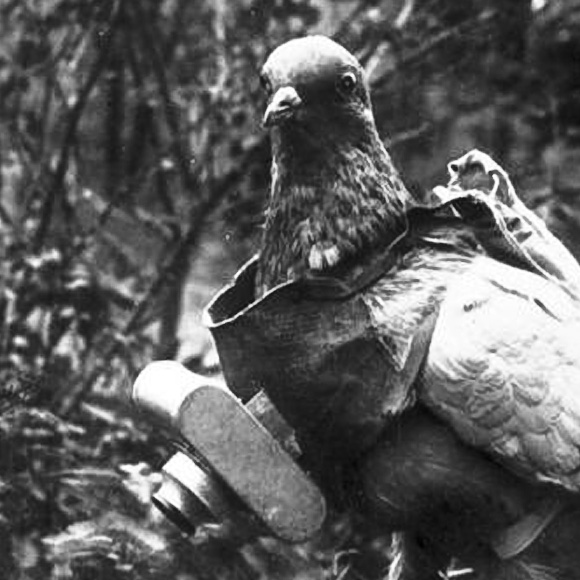
소형 사진기를 단 비둘기. 제1차 세계 대전 당시로 추정.

비둘기 사진술(영어: pigeon photography)은 1907년 독일의 약제상인 율리우스 노이브러너가 개발한 항공사진 기법이다. 노이브러너는 사진을 촬영하기 위해서 타이머 기능이 내장된 소형 사진기가 달린 알루미늄 기구를 전서구에 부착하였다. 처음에는 특허 등록을 하는데 실패하지만, 1908년 12월 비둘기를 이용하여 실제로 사진을 찍었음을 입증하여 특허를 내는데 성공한다. 그는 1909년에 드레스덴 세계 사진 전시회에서 이 기법을 공개하였고, 1910년에 열린 프랑프푸르트 세계 항공 전시회와 1911년 파리 에어쇼에서는 이 사진들을 엽서로 팔기도 하였다.
군사 목적의 항공정찰에 비둘기 사진술을 쓰는 시도는 다수 있었다. 제1차 세계 대전 당시 실제 전쟁터에서의 실험을 통해 고무적인 결과를 이끌어냈으나, 비둘기들을 위한 이동식 비둘기장과 같은 부수적인 기술들에서 여러 문제가 발생하였다. 전쟁 중 완벽한 항공 기술이 필요했던 까닭에 군에서는 비둘기 사진술에 대한 관심이 사라져갔고, 노이브러너 역시 이 실험을 포기하게 된다. 이 아이디어는 1930년대에 이르러 스위스의 시계공과 일부 독일·프랑스 군대에서 다시 사용하기도 하였다. 제2차 세계 대전에서 비둘기는 매우 중요한 역할을 하였지만, 항공정찰에 있어서는 정확히 어떤 부분에서 어떻게 쓰였는지는 불명확하다.
후에 미국 중앙정보국은 첩보 활동을 하는 비둘기를 위한 사진기를 개발하기도 하였다. 2004년에는 영국방송협회(BBC)는 수리류나 매와 같은 새들에 소형 카메라를 부착하여 실황 장면을 담기도 하였으며, 오늘날에는 비둘기 뿐만이 아니라 다른 동물에 부착하는 크리터캠이 만들어지기도 하였다.

## 배경

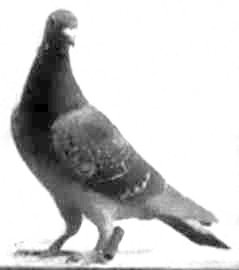
4살 된 전서구. 기구를 이용하여 총 15번의 비행을 하였다.

1858년, 사진가 나다르는 기구를 이용하여 첫 항공사진을 촬영하였다. 현존하는 최고(最古)의 항공사진은 1860년 제임스 월리스 블랙이 열기구를 타고 찍은 사진이다. 사진 기술이 발달함에 따라 19세기 말 일부 선구자들은 무인 촬영, 즉 사람이 아닌 다른 비행 물체에 사진기를 달아서 촬영하는 기술을 생각해냈다. 1880년대 아르튀르 바튜는 연을 이용한 항공사진술을 실험하였다. 1986년 윌리엄 애브너 애디는 바튜의 방식을 이용하여 보스턴의 모습을 고화질로 담아내는데 성공한다. 1888년 아메데 데니스는 로켓에 사진기를 부착한 뒤 낙하산을 이용하여 다시 회수하는 방식을 생각해냈고, 알프레드 노벨 역시 1897년에 비슷한 방식을 이용하였다.:384–386
19세기와 20세기 초에 들어서는 민간에서의 비둘기 우편과 전쟁에서의 용도를 목적으로 전서구를 많이 사용하였다. 1870년에 발발한 프로이센-프랑스 전쟁에서 비둘기들은 투르에서 포위된 수도까지 한 마리 당 약 50,000개의 축소된 전보를 보내었다. 또한 당시 150,000개의 사적인 전보들과 국가 공문들이 전달되었다. 상트페테르부르크에 위치한 러시안 제국 기술 협회의 1889년 실험에 따르면 러시아 기구 부대의 대다수가 기구를 이용하여 사진을 촬영한 뒤, 콜로디온 기법을 이용한 네거티브 필름을 비둘기 우편을 통해 전달하였다.:406

## 율리우스 노이브러너

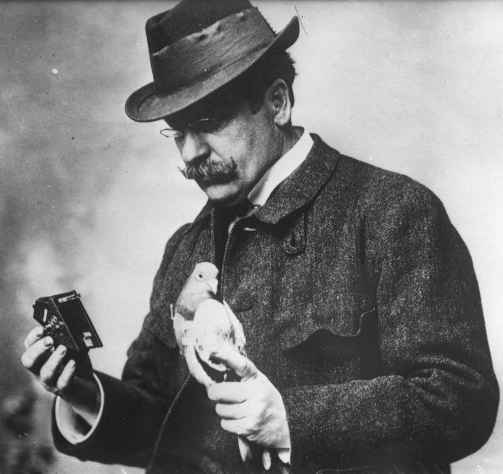
1914년의 율리우스 노이브러너.

1903년 프랑크푸르트 근처 크론베르크 임 타우누스의 약제상인 율리우스 노이브러너는 반 세기 전 자신의 아버지가 하던 일을 다시 이어받아 팔켄슈타인 인근 요양소로부터 비둘기를 통해 처방된 약을 주고받았다. 그는 같은 방식으로 긴급 환자를 위한 약품을 최대 75 g까지 전달했으며, 빠른 배달을 통한 이익을 얻기 위해 프랑프푸르트에 있는 도매업자에게 자신의 비둘기를 관리하도록 하였다. 그러던 중 비둘기 한 마리가 안개 속에서 길을 잃은 나머지 예정보다 4주 늦게 도착한 일이 발생하였다. 평소 비둘기를 키우는 것과 더불어 사진에 관심이 많았던 노이브러너는 비둘기들의 경로를 추적하기 위해 자동 사진기를 비둘기 몸에 붙이면 좋겠다는 생각을 하게 된다.
노이브러너는 기차와 썰매를 타며 소형 사진기 실험을 성공적으로 진행하였고, 이후 알루미늄 흉갑과 마구를 이용하여 비둘기 가슴에 사진기를 부착할 방법을 연구하기 시작하였다. 노이브러너는 30~75g 무게의 목재 사진기를 준비한 뒤 비둘기들이 무게를 견딜 수 있도록 훈련을 시켰다. 그는 항공사진을 촬영하기 위해 자신의 집에서 100 km 정도 떨어진 곳으로 이동한 뒤 사진기를 찬 비둘기들을 날려보냈다. 대부분의 비둘기들은 무거운 사진기로 인해 약 50~100 m의 고도를 유지하며 집을 향해 일직선으로 곧장 날아왔다. 사진기 내부의 공압 시스템이 사진이 찍히는 시간을 조절하였다. 지친 비둘기를 보관하기 위해 그는 넓고 편안한 비둘기장을 준비하였고, 입구 크기를 크게 만들었다.

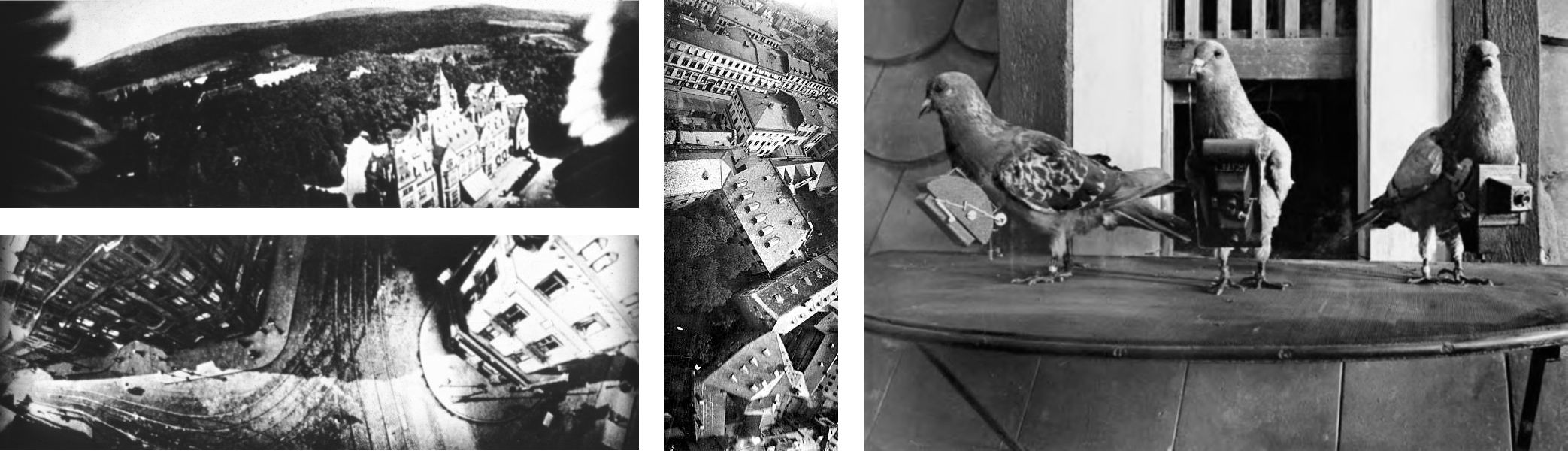
상단좌: 슐로스호텔 크론베르크의 사진. 하단좌 및 중앙: 프랑크푸르트. 우: 사진기를 달고 있는 비둘기.

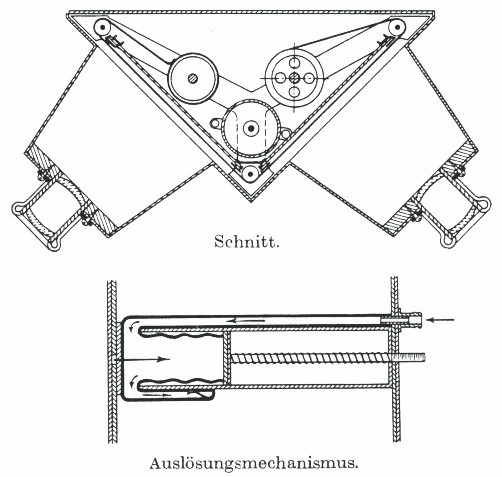
상단: 특허를 받은 두 개의 렌즈를 가진 사진기의 단면도.
하단: 압축 공기 시스템. 사진기는 왼쪽에 위치한 공간을 확장하는 방식으로 작동되었다.

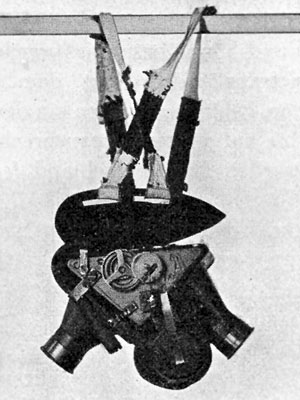
특허 받은 사진기의 모습. 비둘기 몸에 달 수 있게 장치가 달려있다.

1907년 노이브러너는 ‘공중에서 지상의 사진을 촬영하는 장치와 방법’이라는 이름의 특허 출원을 독일 특허국에 낸다. 초기에는 불가능하다는 이유로 거부당했지만, 그는 실제로 촬영한 결과물을 제출하였고 결국 1908년 12월 특허권을 따내는데 성공한다. 이 기법은 노이브러너가 1909년 드레스덴에서 열린 세계 사진 전시회와 같은 해에 열린 프랑크푸르트 세계 항공 전시회에 참여하면서 유명해졌다. 드레스덴의 관람객들은 비둘기가 도착하는 모습과 직접 찍은 사진들을 볼 수 있었다. 노이브러너의 사진은 1910년 드레스덴에서와 1911년 파리 에어쇼에서 상을 받기도 하였다.
그 중 슐로스호텔 크론베르크의 사진은 비둘기의 날개 끝이 함께 찍혀 유명해졌다. 1929년 독일의 극장에서는 주간 뉴스 영화의 일부로 저작권을 무시한 채 상연되기도 하였다.
1909년 출판된 책에 따르면 노이브러너가 자신이 제작한 다섯 개의 모델을 다음과 같이 묘사하고 있다.
- 특허에 있는 이중 사진기 모델. 앞뒤를 바라보는 두 개의 렌즈로 구성되었으며, 두 렌즈 모두 초점거리는 40 mm이다. 하나의 포컬 플레인 셔터로 작동되며, 동시에 두 개의 사진건판을 노출시킬 수 있었다.
- 스테레오스코피 사진기. 위의 모델과 유사하나 두 렌즈가 같은 방향을 바라보고 있는 점이 달랐다.
- 한 모델은 필름을 이동시키고 연달아서 노출을 시킬 수 있었다.
- 한 모델은 주름상자에 렌즈가 고정되어 있었다. 팬터그래프가 사진이 찍히기 전 주름 상자를 펼친 상태로 고정시켰다가, 촬영 직후 바로 수축시키는 역할을 하였다. 85 mm의 초점거리에 6 cm × 9 cm 크기의 사진건판을 노출시킬 수 있었다.
- 파노라마 사진기. 포컬 플레인 셔터는 렌즈를 180° 돌린 것으로 대체되었다.[6] 이 모델은 1910년대 노이브러너가 판매하려고 시도한 이중 스포츠 파노라마 사진기의 프로토타입 격 모델이다. 3 cm × 8 cm 필름의 파노라마 사진을 촬영하였다.[15]

1920년 제작된 소책자에서 따르면 노이브러너의 마지막 모델은 40 g 보다 조금 더 나가는 수준이었고, 12장의 사진을 촬영할 수 있었다.
2007년 연구에 따르면 노이브러너는 파노라마 사진기의 필름을 ADOX에서 구하였다. 연구에서는 사진기의 감광 속도는 ISO 25/15° – 40/17°이며, 셔터 속도는 1/60 s – 1/100 초일 것으로 추정하였다. 필름은 30 mm × 60 mm 형식으로 잘려졌으며, 렌즈의 반원 운동으로 인한 불필요한 왜곡을 줄이기 위해 오목한 모양으로 휘어졌다. 노이브러너의 파노라마 사진기는 베를린 소재 독일 기술 박물관과 뮌헨 소재 국립 독일 박물관이 소장하고 있다.

## 제1차 세계 대전

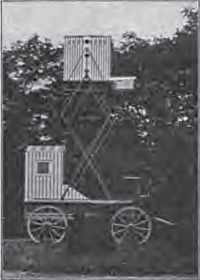
노이브러너의 이동식 비둘기장과 암실.

노이브러너의 발명은 적지만 군사적인 목적으로 적용될 가능성을 염두에 두고 이루어졌다. 당시 항공 사진을 이용한 정찰은 가능은 했지만 기구나 연, 로켓 등을 이용했기에 상당히 어려웠다. 1903년 라이트 형제의 첫 비행이 새로운 가능성을 제시하였고, 제1차 세계 대전 중 도입된 정찰기는 제 역할을 다 하는데 성공한다. 그렇지만 비둘기 사진술은 동물을 이용한다는 그 자체의 어려움에도 불구하고 저고도에서 찍은 자세한 사진을 주는 ‘상호 보완적인’ 역할을 하는 점에서 중요한 전술로 자리잡게 된다.
프로이센 국방부는 비둘기 사진술에 관심을 보였다. 초기에는 내부에서 회의론이 생겼지만 이는 여러 번의 시연을 통해서 해결하게 된다. 비둘기들은 폭발음에 무관심한 것이 장점이었지만, 전투 도중 비둘기장을 옮기는 경우 새로운 환경에 적응하는데 시간이 걸린다는 문제점이 생겼다. 재훈련 시간을 최소화하면서 비둘기들이 새로운 비둘기장을 받아들이게 하는 문제는 1880년대 이탈리아 육군이 어느정도 해결하는데 성공한다. 프랑스 포병 대위인 레노(Reynaud)는 이동식 비둘기장의 비둘기 수를 늘리는 방식으로 문제를 해결하였다. 노이브러너가 이러한 일에 대해 알고 있었다는 확실한 증거는 없지만, 그는 트레일러에 비둘기장을 실어 돌아다니며 비둘기를 키우는 축제 노동자에 대해 들은 적이 있기 때문에 이 문제의 해결법이 있다는 사실은 분명 알고 있었다. 1909년 드레스덴과 프랑크프루트 전시회에서 그는 암실과 현란한 색상의 이동식 비둘기장을 합친 운반차를 선보였다. 몇 달간 그는 비둘기들이 비둘기장의 위치가 바뀌었음에도 불구하고 되찾아올 수 있도록 훈련을 하였다.
1912년 노이브러너는 1909년 계획한 이동식 비둘기장만을 이용하여 테겔의 수도관을 촬영하는데 성공한다. 약 10년 간의 협상은 1914년 8월 스트라스부르에서의 기동 연습 계획을 끝으로 끝날 예정이었고, 뒤이어 당국에서 발명 기술을 인수할 예정이었다. 하지만 이 계획은 전쟁이 터지면서 무산되었다. 노이브러너는 비둘기와 기구들을 군에 모두 제공해야 했으며, 군에서는 실험을 통해 만족할 만한 결과를 얻어내지만 이 기술을 널리 사용하지는 않았다.
그 대신 소모전이라는 새로운 조건 속에서 비둘기들의 전통적인 역할인 비둘기 우편은 새로운 부흥을 맞는다. 베르됭 전투에서 노이브러너의 이동식 비둘기장은 제역할을 톡톡히 해냈으며, 이후 솜 전투에서는 더욱 큰 규모로 사용된다. 전쟁 이후, 비둘기들이 효과가 있었는지에 대한 노이브러너의 질문에 대해 국방부에서는 군사적인 가치가 전혀 없으며, 추가 실험 역시 적절치 않다고 대답한다.
워싱턴 D.C.에 위치한 국제 스파이 박물관에는 제1차 세계 대전 당시의 비둘기들에 대해 다룬 작은 전시관이 있다.

## 제2차 세계 대전

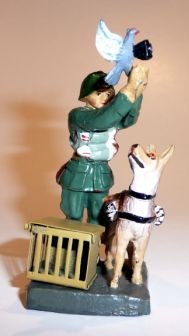
사진기를 단 비둘기를 다루고 있는 장난감 병사.

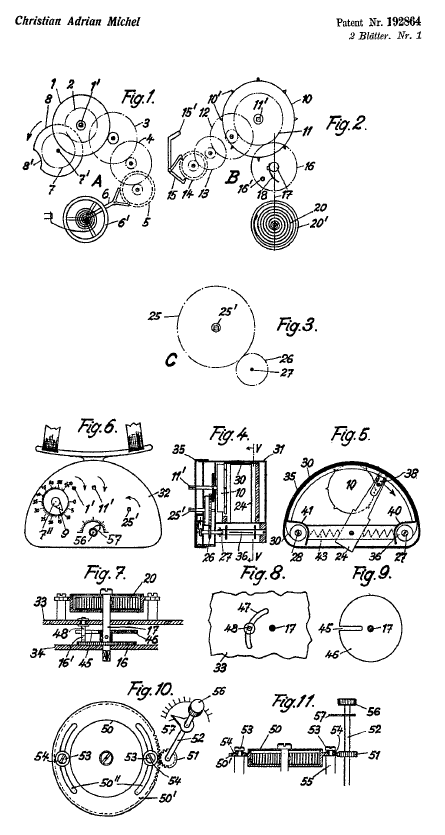
스위스 특허에 담겨 있는 미셸의 사진기의 도안.

전쟁 직후 국방부의 처지에도 불구하고 1932년, 독일 육군은 사진 촬영을 위해 비둘기들을 훈련시키고 있었으며, 이 비둘기들은 한 번의 비행에 200장의 사진을 촬영할 수 있었다. 같은 해 프랑스에서는 비둘기용 필름 사진기와 함께 군용견을 이용하여 적의 전선 뒤로 새들을 날려보낼 수 있는 방법을 개발했다고 주장했다.
제2차 세계 대전 당시 비둘기들과 이동식 비둘기장이 각지에서 널리 쓰였지만, 항공 사진을 촬영하기 위한 용도로 어느 정도로 이용되었는지는 불분명하다. 1942년 보고에 따르면 소련 육군에서는 5분의 간격을 두고 촬영이 가능한 비둘기용 사진기와 비둘기들을 옮길 수 있도록 훈련받은 개들이 담긴 독일 군의 버려진 트럭을 발견했다. 연합국 측에서는 1943년에 들어서야 미국 통신대에서 해당 기술의 가능성이 있음을 깨달은 것으로 보고되었다.
그러나 확실한 점은 제2차 세계 대전 중 독일 어린이집 등에 장난감의 형태로도 비둘기 사진술이 알려졌다는 것이다. 1935년을 전후로 ‘Elastolin’이라는 상표로 장난감 피겨가 생산되었는데, 그 중에는 비둘기를 모는 개와 함께 있는 통신대 병사도 있었다. 비둘기 몸에는 큰 사진기가 달려 있으며, 병사는 비둘기를 날려보내는 듯한 동작을 취하고 있다.
브베에 위치한 스위스 사진기 박물관(Musée suisse de l'appareil photographique)에서는 당시 스위스의 시계공인 크리스천 아드리언 미셸(Christian Adrian Michel, 1912~1980)이 개발한 비둘기용 사진기에 대해 연구하였다. 1931년 미셸은 스위스 국방부의 이동식 비둘기 업무를 담당하여 1933년부터 노이브러너의 파노라마 사진기를 16밀리 영화 규격으로 맞추고 첫 노출 전 딜레이 제어를 개선하는 작업을 시작하였다. 1937년에 특허를 받은 미셸의 사진기는 무게는 70 g이었으며, 태엽 장치로 작동되는 타이머를 최초로 단 것으로 추정된다. 하지만 미셸은 사진기를 대량으로 생산할 제조사를 찾지 못하고, 스위스 육군에 사진기를 팔고자 한 계획 역시 이루지 못한다. 때문에 미셸의 사진기는 오직 100대 가량만이 만들어졌다.
스위스 사진기 박물관에는 미셸이 사진기를 개발하던 중 실험 목적으로 촬영한 천여 장의 사진을 보유하고 있다. 대부분의 사진은 16밀리 오르토팬크로매틱 아그파 필름을 사용했다. 감도는 ISO 8/10°에 크기는 10 mm × 34 mm이고, 사진 품질은 10배율에도 적절한 수준이었다.

## 제2차 세계 대전 이후

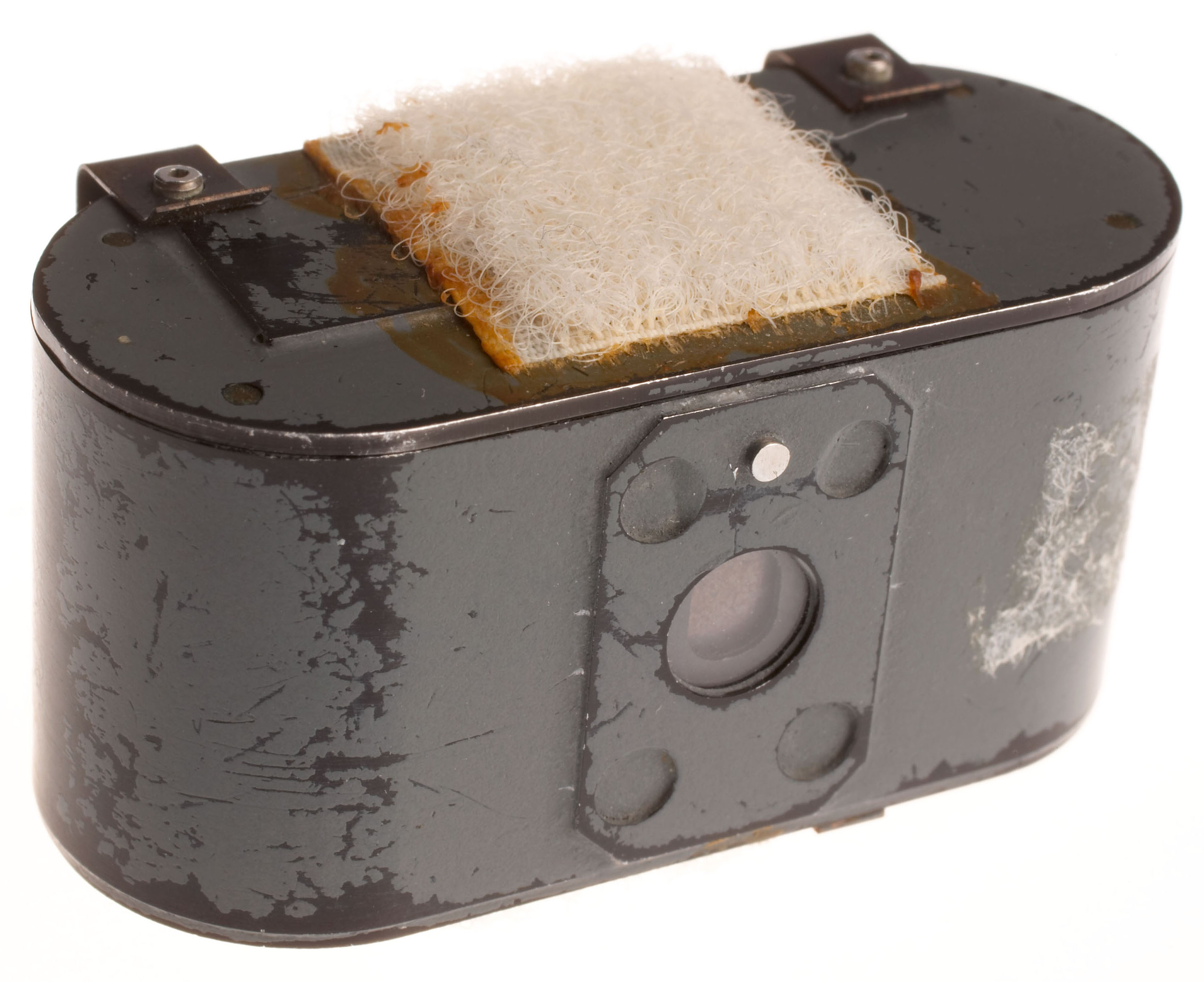
CIA에서 개발한 비둘기용 사진기.

미국 중앙정보국(CIA)에서는 배터리로 작동되는 비둘기용 사진기를 개발하였다. 관련 내용은 홈페이지에 소개되어 있지만 자세한 사항은 현재까지 기밀이다. 《USA 투데이》의 보도에 따르면 해당 사진기는 1970년대까지 비둘기를 비행기에서 풀어주는 방식으로 쓰였으며, 결과적으로는 실패한 것으로 추정된다. 1978년 스위스의 잡지 《릴뤼스트레》(L'Illustré)는 유압식의 사진기를 단 비둘기를 이용하여 바젤 거리의 항공 사진을 촬영하였다.
2004년 영국방송협회(BBC)의 프로그램 《애니멀 카메라》(Animal Camera)에서는 수리나 매 등에 소형 텔레비전 카메라를 부착한 뒤 마이크로파를 이용하여 근처에서 수신하는 방식으로 영상을 촬영하는 모습을 보여주었다. 오늘날에는 비둘기 뿐만이 아니라 다른 동물의 몸에 부착하는 크리터캠이 쓰이고 있다. 크리터캠은 야생 동물의 이동 경로 및 습성을 연구하는데 쓰이며, 영상과 소리 뿐만 아니라 GPS 위치나 온도, 속도 등과 같은 각종 정보를 수집하기도 한다.

## 추가 자료
노이브러너 관련
- Brons, Franziska (2006). “Bilder im Fluge: Julius Neubronners Brieftaubenfotografie”. 《Fotogeschichte》 (독일어) 26 (100): 17–36.
- Gradenwitz, Alfred (1908). “Les pigeons photographes”. 《L'illustration》 (프랑스어) (3429): 322ff.
- Neubronner, Julius (1909). 《Die Brieftaubenphotographie und ihre Bedeutung für die Kriegskunst, als Doppelsport, für die Wissenschaft und im Dienste der Presse. Nebst einem Anhang: 'Die Kritik des Auslandes'》 (독일어). 드레스덴: Wilhelm Baensch.
- Neubronner, Julius (1910). 〈Die Photographie mit Brieftauben〉.   Wachsmuth, Richard. 《Denkschrift der Ersten Internationalen Luftschiffahrts-Ausstellung (Ila) zu Frankfurt a.M. 1909》 (독일어). 베를린: Julius Springer. 77–96쪽. OCLC 44169647.
- Oelze, Friedrich Wilhelm (1910). 《Brieftaubensport und Brieftaubenphotographie》. Miniatur-Bibliothek für Sport und Spiel (독일어). 30–31. 라히프치히, 베를린, 프랑크푸르트암마인, 파리: Grethlein. OCLC 251937979.
- Wittenburg, Jan-Peter (2007). “Photographie aus der Vogelschau: zur Geschichte der Brieftaubenkamera”. 《Photo deal》 (독일어) 4 (59): 16–22.

미셸 관련
- Äschlimann, Heinz (2008). “Die Entstehung des Bildes mit einer Brieftauben-Panoramakamera”. 《Photographica Cabinett》 (독일어) (45): 43f.
- Berger, Olivier (May 2008). “Rapport concernant le traitement de conservation-restauration d'une série de petits appareils photographiques pour pigeons” (PDF) (프랑스어). 바젤: Art Metal Conservation GmbH. 4쪽. 2011년 1월 11일에 원본 문서 (PDF)에서 보존된 문서. 2009년 7월 12일에 확인함.
- Häfliger, Rolf (2008). “Eine Brieftaubenkamera aus der Schweiz?”. 《Photographica Cabinett》 (독일어) (45): 34–43.
- “Des pigeons photographes ?” (PDF) (프랑스어). 브베: Musée suisse de l'appareil photographique. 2007. OCLC 428248338. 2011년 7월 6일에 원본 문서 (PDF)에서 보존된 문서. 2013년 4월 16일에 확인함.